# Watertoren (Goes van Hertumweg)
De watertoren aan de Van Hertumweg in Goes, in de Nederlandse provincie Zeeland, diende voor de waterverzorging van stoomlocomotieven. Toen het stoomtijdperk was afgelopen, raakte de toren in onbruik. In 1962 werd hij ingericht als woning voor een oud-stationschef, dhr. van der Veen. De toren is uiteindelijk gesloopt op 3 oktober 1986.